# 1. česká národní hokejová liga 1986/1987
1. česká národní hokejová liga 1986/1987 byla 18. ročníkem jedné ze skupin československé druhé nejvyšší hokejové soutěže.

## Systém soutěže
Všech 12 týmů se nejprve utkalo dvoukolově každý s každým (celkem 22 kol), následně se týmy na sudých pozicích utkaly dvoukolově s týmy na lichých pozicích (12 kol). Všech 34 kol se počítalo do základní části. Nejlepších 8 týmů následně postoupilo do play off, které se hrálo na dva vítězné zápasy. Hrálo se i o konečné umístění (např. poražení čtvrtfinalisté hráli skupinu o 5. až 8. místo). Vítěz finále postoupil do kvalifikace o nejvyšší soutěž, ve které se utkal v sérii na tři vítězné zápasy s vítězem 1. SNHL.
Nejhorší 4 týmy po základní části se zúčastnily skupiny o udržení. V ní se utkal dvoukolově každý s každým (6 kol), přičemž výsledky ze základní části se nezapočítávaly (týmy za umístění v základní části dostaly pouze bonifikační body). Poslední tým skupiny o udržení sestoupil do 2. ČNHL.

## Základní část
| Poř. | Tým                         | Z  | V  | R | P  | VG  | OG  | B  |
| ---- | --------------------------- | -- | -- | - | -- | --- | --- | -- |
| 1.   | TJ Poldi SONP Kladno        | 34 | 30 | 1 | 3  | 230 | 90  | 61 |
| 2.   | TJ DS Olomouc               | 34 | 18 | 8 | 8  | 126 | 100 | 44 |
| 3.   | TJ Lokomotiva Ingstav Brno  | 34 | 17 | 7 | 10 | 138 | 119 | 41 |
| 4.   | TJ Slavia IPS Praha         | 34 | 17 | 4 | 13 | 133 | 113 | 38 |
| 5.   | ASD Dukla Jihlava B         | 34 | 15 | 4 | 15 | 115 | 117 | 34 |
| 6.   | TJ TŽ VŘSR Třinec           | 34 | 13 | 6 | 15 | 122 | 114 | 32 |
| 7.   | TJ Stadion Hradec Králové   | 34 | 13 | 6 | 15 | 119 | 117 | 32 |
| 8.   | TJ Slezan STS Opava         | 34 | 12 | 5 | 17 | 112 | 135 | 29 |
| 9.   | TJ Baník ČSA Karviná        | 34 | 11 | 7 | 16 | 124 | 172 | 29 |
| 10.  | TJ Šumavan Vimperk          | 34 | 11 | 5 | 18 | 92  | 129 | 27 |
| 11.  | TJ Slovan NV Ústí nad Labem | 34 | 10 | 2 | 22 | 90  | 131 | 22 |
| 12.  | TJ Autoškoda Mladá Boleslav | 34 | 6  | 7 | 21 | 90  | 154 | 19 |

## Play off

### Čtvrtfinále
- TJ Poldi SONP Kladno - TJ Slezan STS Opava 2:0 (12:5, 9:3)
- TJ DS Olomouc - TJ Stadion Hradec Králové 2:0 (9:3, 4:2)
- TJ Lokomotiva Ingstav Brno - TJ TŽ VŘSR Třinec 2:1 (3:2 PP, 3:4 PP, 4:2)
- TJ Slavia IPS Praha - ASD Dukla Jihlava B 2:0 (4:1, 2:0)

### Semifinále
- TJ Poldi SONP Kladno - TJ Slavia IPS Praha 2:0 (6:3, 5:1)
- TJ DS Olomouc - TJ Lokomotiva Ingstav Brno 2:1 (4:2, 3:4, 5:4)

### O 3. místo
- TJ Lokomotiva Ingstav Brno - TJ Slavia IPS Praha 2:0 (6:2, 5:4)

### Finále
- TJ Poldi SONP Kladno - TJ DS Olomouc 2:0 (7:3, 4:2)

TJ Poldi SONP Kladno postoupilo do kvalifikace o celostátní ligu, ve které porazilo tým Plastika Nitra 3:0 na zápasy (5:3, 4:1, 8:3) a postoupilo tak do nejvyšší soutěže.

## Skupina o 5. až 8. místo
| Poř. | Tým                       | Z | V | R | P | VG | OG | B |
| ---- | ------------------------- | - | - | - | - | -- | -- | - |
| 1.   | TJ Slezan STS Opava       | 6 | 4 | 0 | 2 | 27 | 19 | 8 |
| 2.   | TJ TŽ VŘSR Třinec         | 6 | 2 | 2 | 2 | 22 | 22 | 6 |
| 3.   | ASD Dukla Jihlava B       | 6 | 2 | 1 | 3 | 25 | 24 | 5 |
| 4.   | TJ Stadion Hradec Králové | 6 | 2 | 1 | 3 | 24 | 33 | 5 |

## Skupina o udržení
| Poř. | Tým                         | Z | V | R | P | VG | OG | B  |
| ---- | --------------------------- | - | - | - | - | -- | -- | -- |
| 1.   | TJ Šumavan Vimperk          | 6 | 3 | 2 | 1 | 27 | 23 | 10 |
| 2.   | TJ Autoškoda Mladá Boleslav | 6 | 4 | 1 | 1 | 27 | 23 | 9  |
| 3.   | TJ Slovan NV Ústí nad Labem | 6 | 3 | 1 | 2 | 25 | 22 | 8  |
| 4.   | TJ Baník ČSA Karviná        | 6 | 0 | 0 | 6 | 24 | 35 | 3  |

Bodová bonifikace za umístěni v základní části: Karviná 3 body, Vimperk 2, Ústí nad Labem 1, Mladá Boleslav 0.
TJ Baník ČSA Karviná sestoupil do 2. ČNHL. Z 2. ČNHL postoupil celek VTJ Tábor .